# Сёренсен, Эрна
Эрна Берта Сесилия Сёренсен (дат. Erna Bertha Cecilie Sørensen, урождённая Кристенсен (дат. Christensen); 19 сентября 1896, Фредериксберг — 18 января 1980, Хёрсхольм, Фредериксборг) — датский юрист, активистка движения за права женщин и политик. Будучи членом Консервативной народной партии, она была избрана в Фолькетинг в 1945 году и снова в 1947 году. Она была президентом Датского женского общества (1948—1951) и председателем Датской женской консервативной ассоциации (1951—1966). Сёренсен особенно интересовало обеспечение равных прав для женщин в политике и образовании.

## Биография
Эрна Берта Сесилия Кристенсен родилась 19 сентября 1896 года в копенгагенском районе Фредериксберг в семье Эрика Петера Кристенсена (1855—1930) и Анны Кристины Андреасен (1862—1927). В 1924 году она вышла замуж за аудитора Мариуса Сёренсена (1886—1965), от которого родила двоих детей: Бирту Маргрету в 1925 и Анну-Луизу в 1927 году.
Сёренсен получила диплом юриста в 1921 году и разрешение на практику в 1924 году. В 1933 году она основала свою собственную юридическую практику, а в 1952 году была назначена в высокий суд. На своём политическом фронте деятельности она присоединилась к копенгагенскому отделению Консервативной избирательной ассоциации в 1941 году. В 1945 году вместе с двумя другими женщинами, Одой Кристенсен и Гудрун Хассельриис, она была избрана в Фолькетинг от Консервативной народной партии. Она была переизбрана туда в 1947 году, став единственной женщиной, которая представляла партию в парламенте до 1950 года. В результате именно она занималась вопросами, касающимися семьи и женщин, хотя также была активна во многих других областях парламентской работы.
С 1948 по 1951 год, будучи президентом Датского женского общества, она возродила интерес к этой организации, которая потеряла своих членов во время Второй мировой войны, делая всё возможное для улучшения условий жизни женщин.
В течение следующих 20 лет Сёренсен также играла заметную роль в ряде других организаций, занимающихся вопросами занятости женщин, представительства Северных стран, ученичества и детских садов. Её достижения как в политике, так и в качестве матери и домохозяйки были высоко оценены. В 1955 году Сёренсен была удостоена ордена Даннеброг.
Эрна Сёренсен умерла в Хёрсхольме 18 января 1980 года.